# بنزوديازيبين

البنية الأساسية للبنزديزپينات. تشير أحرف الآر إلى المواقع الاعتيادية للسلاسل الجانبية، والتي تعطي البنزديزپينات المختلفة خصائصها الفريدة.

البنزوديازيبينات (وتعرف اختصارًا BZD أو BDZ أو BZs) هي فئة من الأدوية ذات التأثير النفساني التي يتكون هيكلها الكيميائي الأساسي من اندماج حلقة بنزين وحلقة ديازيبين. اكتُشف أول دواء من هذا القبيل، الكلورديازبوكسيد (ليبريوم)، عن طريق الصدفة على يد ليوهستيرنباخ في عام 1955، وأصبح متوفرًا في عام 1960 على يد شركة هوفمان-لا روش، والتي سوقت بنزوديازيبين الديازيبام (الفاليوم) منذ عام 1963. في عام 1977 كانت البنزوديازيبينات أكثر الأدوية الموصوفة على مستوى العالم. وهي من عائلة الأدوية المعروفة باسم مهدئات الأعصاب الثانوية.
تعمل البنزوديازيبينات على تعزيز تأثير الناقل العصبي حمض غاما -أمينوبيوتيريك (غابا) على مستقبلات الغابا-أ، وينتج عن ذلك خواص مهدئة، ومنومة (محفزة للنوم)، ومضادة للقلق (مضاد قلق)، ومضادة للاختلاج، ومرخية للعضلات. قد تؤدي الجرعات العالية من العديد من البنزوديازيبينات ذات المفعول القصير إلى فقدان الذاكرة التقدمي والتفارق. تجعل هذه الخصائص من البنزوديازيبينات مفيدة في علاج القلق، والأرق، والهياج، والنوبات، والتشنجات العضلية، والانسحاب الكحولي، وكتمهيد للعلاج في الإجراءات الطبية أو طب الأسنان. وتصنف البنزوديازيبينات على أنها قصيرة أو متوسطة أو طويلة المفعول. تُفضل البنزوديازيبينات قصيرة ومتوسطة المفعول في علاج الأرق; وينصح بالبنزوديازيبينات طويلة المفعول لعلاج القلق.
تُعتبر البنزوديازيبينات عمومًا آمنة وفعالة عند الاستخدام القصير المدى، على الرغم من حدوث ضعف إدراكي وعكس الأثر المتوقع مثل العدوان أو إزالة التثبيط السلوكي في بعض الأحيان. يمكن أن يحدث لأقلية من الأفراد ردود فعل عكس الأثر المتوقع مثل التحريض أو الهياج أو الهلع المتفاقم. ترتبط البنزوديازيبينات أيضًا بارتفاع خطر الانتحار. الاستخدام طويل المدى مثير للجدل بسبب المخاوف المتعلقة بالتحمل الدوائي والاعتماد الجسدي والانسحاب وزيادة خطر الإصابة بالخرف والسرطان. على المدى الطويل، غالبًا ما يؤدي إيقاف البنزوديازيبينات إلى تحسن الصحة البدنية والعقلية. يتعرض المسنون لخطر متزايد من الآثار الضارة الناتجة عن الاستخدام قصير وطويل المدى، ونتيجة لذلك، تصنف جميع البنزوديازيبينات في قائمة بيرز للأدوية غير المناسبة لكبار السن. هناك جدل حول أمان البنزوديازيبينات خلال الحمل. في حين أنها ليست من الممسخات الرئيسية، لا يزال هناك عدم يقين بشأن ما إذا كانت تسبب الحنك المشقوق لدى عدد قليل من الأطفال وما إذا كانت الآثار السلوكية العصبية تحدث نتيجة التعرض لها قبل الولادة؛ من المعروف أنها تسبب أعراض الانسحاب عند الوليد.
يمكن تناول البنزوديازيبينات بجرعات زائدة ويمكن أن تؤدي إلى غيبوبة. ومع ذلك، فهي أقل سميةً من أسلافها، الباربيتورات، ونادرًا ما يحدث الموت عند تناول دواء البنزوديازبين بمفرده. عندما يمزج مع عقاقير الجهاز العصبي المركزي الأخرى المسببة للاكتئاب مثل المشروبات الكحولية والمواد الأفيونية، يرتفع احتمال السمية والجرعة الزائدة المميتة. عادة ما يُساء استخدام البنزوديازيبينات وتؤخذ كتوليفة مع مخدرات أخر.

## الاستخدامات الطبية
تمتلك البنزوديازيبينات تأثيراتٍ مهبطة نفسيًا، ومهدئة، ومنومة، ومزيلة للقلق، ومضادة للاختلاج، ومرخية للعضلات، وتؤدي لفقدان الذاكرة، لذا تكون مفيدة بالنسبة لمجموعة متنوعة من الأعراض مثل الاعتماد على الكحول، والنوبات، واضطرابات القلق، والفزع، والهياج، والأرق. يُعطى معظمها فمويًا. ومع ذلك، يمكن إعطاؤها أيضًا عن طريق الوريد أو بالحقن العضلي أو عبر المستقيم. بشكل عام، البنزوديازيبينات جيدة التحمل، وعند استعمالها على المدى قصير تكون آمنة وفعالة لمجموعة واسعة من الحالات. يمكن أن يتطور تحمل على تأثيراتها مع وجود خطر لحدوث الإدمان، وعند التوقف عن استخدامها قد تحدث متلازمة الانسحاب. تترافق هذه العوامل، بتأثيرات ثانوية محتملة أخرى عند الاستخدام لفترات طويلة مثل القصور النفسي الحركي أو الإدراكي أو في الذاكرة، ما يحد من قابلية استخدامها على المدى الطويل. تشمل آثار سوء الاستخدام أو الاستخدام على المدى الطويل الميل إلى التسبب أو تفاقم القصور الإدراكي والاكتئاب والقلق. توصي كلية الأطباء والجراحين في كولومبيا البريطانية بالتوقف عن استخدام البنزوديازيبينات عند أولئك الذين يستخدمون المواد الأفيونية والذين استخدموها على المدى الطويل. يمكن أن يكون للبنزوديازيبينات نتائج صحية ضارة خطيرة، وتدعم هذه النتائج الجهود السريرية والتنظيمية للحد من الاستخدام، خاصة حين مشاركتها مع ناهضات مستقبلات اللا بنزوديازيبين.

### الأرق
يمكن أن تكون البنزوديازيبينات مفيدة في علاج الأرق على المدى القصير. لا ينصح باستخدامها لأكثر من 2 إلى 4 أسابيع بسبب خطر حدوث الإدمان. أوصى تقرير لجنة السلامة الدوائية أنه في حال وُصف استخدام البنزوديازيبينات لعلاج الأرق على المدى الطويل، يجب أن يكون العلاج متقطعًا ما أمكن ذلك. يفضل أخذ البنزوديازيبينات بشكل متقطع وبأقل جرعة فعالة. تُحسن المشاكل المتعلقة بالنوم من خلال تقصير الوقت الذي تقضيه في الفراش قبل الاستغراق في النوم، وإطالة وقت النوم، وتقليل اليقظة بشكل عام. ومع ذلك، فإنها تدهور جودة النوم عن طريق زيادة النوم الخفيف وتقليل النوم العميق. هناك سلبيات أخرى منومات، ومن ضمنها البنزوديازيبينات، وهي احتمال حدوث التحمل لآثارها، والأرق المرتد، وانخفاض نوم الموجة البطيء وفترة الانسحاب التي تتجلى على شكل الأرق المرتد وفترة طويلة من القلق والهياج.
قائمة البنزوديازيبينات المعتمدة لعلاج الأرق متشابهة إلى حد ما في معظم البلدان، لكن ما يختلف بين البلدان هو أي البنزوديازيبينات المحددة رسميًا كمنوم من الخط الأول لعلاج الأرق. تمتلك البنزوديازيبينات طويلة المفعول مثل النيترازيبام والديازيبام تأثيرات متبقية قد تستمر حتى اليوم التالي ولا يُنصح بها بشكل عام.
منذ إطلاق اللابنزوديازيبينات في عام 1992 استجابةً لمخاوف السلامة، وصفت اللابنزوديازيبينات للأفراد الذين يعانون من الأرق واضطرابات النوم الأخرى بشكل متزايد (2.3 ٪ في عام 1993 إلى 13.7 ٪ من الأمريكيين في عام 2010)، وبوتيرة أقل من البنزوديازيبينات الموصوفة في كثير من الأحيان (23.5 ٪ في عام 1993 إلى 10.8٪ في 2010). ليس من الواضح ما إذا كانت المنومات اللا بنزوديازيبينية الجديدة (أدوية زد) أفضل من البنزوديازيبينات قصيرة المفعول. تتشابه فعالية هاتين المجموعتين من الأدوية. وفقًا للوكالة الأمريكية لأبحاث الرعاية الصحية والجودة، تشير المقارنة غير المباشرة إلى أن الآثار الجانبية للبنزوديازيبينات قد تكون تقريبًا ضعفي اللابنزوديازيبينات. يقترح بعض الخبراء تفضيل استخدام اللابنزوديازبينات كخط أول في العلاج طويل المدى للأرق. ومع ذلك، لم يعثر المعهد الوطني البريطاني للصحة وجودة الرعاية على أي دليل مقنع لصالح أدوية زد. أشارت مراجعة المعهد الوطني للصحة وجودة الرعاية إلى أن أدوية زد قصيرة المفعول قورنت في التجارب السريرية مع البنزوديازيبينات طويلة المفعول بصورة غير صحيحة. لم تُجرى تجارب لمقارنة أدوية زد قصيرة المفعول مع الجرعات المناسبة من البنزوديازيبينات قصيرة المفعول. بناءً على ذلك، أوصى المعهد الوطني للصحة وجودة الرعاية باختيار المنوم بناءً على التكلفة وخيار المريض.
لا يجب أن يستخدم كبار السن البنزوديازيبينات لعلاج الأرق إلا في حال فشل العلاجات الأخرى. عند استخدام البنزوديازيبينات، يجب على المرضى ومقدمي الرعاية لهم وأطبائهم مناقشة زيادة خطر الأذيات، بما في ذلك الأدلة التي تُظهر تضاعف الحوادث المرورية أثناء القيادة لدى المرضى، وحوادث السقوط وكسور الورك عند المرضى الأكبر سنًا.